# Schwarzschwanz-Nacktsohlenrennmaus
Die Schwarzschwanz-Nacktsohlenrennmaus (Gerbilliscus nigricaudus) ist ein Nagetier in der Gattung der Nacktsohlen-Rennmäuse, das in Ostafrika vorkommt. Das Typusexemplar stammt aus den Taita Hills in Kenia.

## Merkmale
Erwachsene Exemplare sind ohne Schwanz 130 bis 193 mm lang, die Schwanzlänge beträgt 170 bis 208 mm und das Gewicht liegt bei 80 bis 195 g. Es sind 34 bis 41 mm lange Hinterfüße und 20 bis 24 mm lange Ohren vorhanden. Namensgebend ist der schwarze Schwanz, der bei nördlichen Populationen auf der Unterseite etwas heller sein kann. Es besteht eine deutliche Grenze zwischen der braunen Oberseite und der weißen Unterseite. Der diploide Chromosomensatz enthält 36 Chromosomen (2n=36). Wie bei der Fransenschwanz-Nacktsohlenrennmaus (Gerbilliscus robustus) und der Weißbauch-Nacktsohlenrennmaus (Gerbilliscus leucogaster) trägt der Schwanz am Ende einen Haarbüschel.

## Verbreitung
Das Verbreitungsgebiet reicht vom südlichen Äthiopien und südlichen Somalia über Kenia in den Norden von Tansania. Die Art lebt im Flachland und in Gebirgen bis 1500 Meter Höhe. Als Habitat dienen trockene Savannen, Buschländer, offene Wälder und Landwirtschaftsgebiete.

## Lebensweise
Die nachtaktive Schwarzschwanz-Nacktsohlenrennmaus hält sich auf dem Erdboden auf. Sie ernährt sich in den feuchteren Monaten etwas gleichmäßig von Pflanzenteilen, wie Kräuter oder Samen, sowie von Insekten. In der Trockenzeit steigt der Anteil von Insekten auf etwa 90 Prozent an. Allgemein können sich Weibchen zu allen Jahreszeiten fortpflanzen. Die meisten Nachkommen werden in den feuchten Perioden zwischen November und Januar sowie zwischen April und Mai geboren. Ein Wurf enthält durchschnittlich 5,5 Neugeborene in der Regenzeit und 4,2 Nachkommen zu Beginn der Trockenzeit.

## Gefährdung
Die IUCN listet die Art als nicht gefährdet (least concern) aufgrund fehlender Bedrohungen und einer stabilen Gesamtpopulation.